# Le Diable au corps (film, 1936)
Pour les articles homonymes, voir Le Diable au corps.
Pour plus de détails, voir Fiche technique et Distribution.
Le Diable au corps (titre original The Moon's Our Home) est un film américain réalisé par William A. Seiter et sorti en 1936.

## Synopsis
Un écrivain et une actrice se rencontrent et se marient sans vraiment se connaître. Ils ne savent pas l'un l'autre qu'ils sont tous deux célèbres.

## Fiche technique
- Réalisation : William A. Seiter
- Scénario : Isabel Dawn, Boyce DeGaw d'après le roman The Moon's Our Home de Faith Baldwin
- Musique : Gerard Carbonara
- Image : Joseph A. Valentine
- Montage : Dorothy Spencer
- Société de production : Walter Wanger Productions
- Société de distribution : Paramount Pictures
- Genre : Comédie
- Durée : 80 minutes
- Date de sortie : 
  - États-Unis : 10 avril 1936

## Distribution
- Margaret Sullavan : Cherry Chester / Sarah Brown
- Henry Fonda : Anthony Amberton / John Smith
- Charles Butterworth : Horace Van Steedan
- Beulah Bondi : Mrs. Boyce Medford
- Henrietta Crosman : Lucy Van Steedan
- Walter Brennan : Lem
- Dorothy Stickney : Hilda
- Brandon Hurst : Babson
- Lucien Littlefield : Ogden Holbrook
- Margaret Hamilton : Mitty Simpson